# Andreas Schjelderup
Andreas Rædergård Schjelderup (Bodø, 1º giugno 2004) è un calciatore norvegese, centrocampista o attaccante del Benfica e della nazionale norvegese.

## Caratteristiche tecniche
Nato come mezzala, può svolgere anche i ruoli di trequartista, esterno offensivo o punta. Dotato di una tecnica eccezionale e una buona visione di gioco, possiede un ottimo feeling con il gol grazie ad una grande abilità negli inserimenti senza palla e nel tiro da fuori.
Nel 2021, è stato inserito nella lista "Next Generation" dei sessanta migliori talenti nati nel 2004, redatta dal quotidiano inglese The Guardian.

## Carriera

### Club
Cresciuto nel settore giovanile del Bodø/Glimt, nel luglio 2020 viene acquistato dal Nordsjælland che lo aggrega al proprio settore giovanile. Nella pausa invernale della stagione seguente viene aggregato in pianta stabile in prima squadra ed il 4 febbraio 2021 fa il suo esordio fra i professionisti in occasione dell'incontro di Superligaen perso 1-0 contro il Brøndby.
Realizza la sua prima rete il 12 marzo seguente nella partita vinta 3-0 sul campo del Lyngby, diventando il più giovane calciatore ad andare a segno nella massima divisione danese.
Il 12 gennaio 2023 si trasferisce ai portoghesi del Benfica per 14 milioni di euro, firmando un contratto quinquennale.

### Nazionale
Ha giocato nelle nazionali giovanili norvegesi Under-15, Under-16, Under-18, Under-19 ed Under-21.
Nel 2024 ha esordito nella nazionale maggiore norvegese.

## Statistiche

### Presenze e reti nei club
Statistiche aggiornate al 26 giugno 2025.
| Stagione            | Squadra             | Campionato          | Campionato | Campionato | Coppe nazionali | Coppe nazionali | Coppe nazionali | Coppe continentali | Coppe continentali | Coppe continentali | Altre coppe | Altre coppe | Altre coppe | Totale | Totale |
| Stagione            | Squadra             | Comp                | Pres       | Reti       | Comp            | Pres            | Reti            | Comp               | Pres               | Reti               | Comp        | Pres        | Reti        | Pres   | Reti   |
| ------------------- | ------------------- | ------------------- | ---------- | ---------- | --------------- | --------------- | --------------- | ------------------ | ------------------ | ------------------ | ----------- | ----------- | ----------- | ------ | ------ |
| 2020-2021           | Nordsjælland        | SL                  | 16         | 3          | CD              | 0               | 0               | -                  | -                  | -                  | -           | -           | -           | 16     | 3      |
| 2021-2022           | Nordsjælland        | SL                  | 22         | 4          | CD              | 1               | 0               | -                  | -                  | -                  | -           | -           | -           | 23     | 4      |
| 2022-gen. 2023      | Nordsjælland        | SL                  | 17         | 10         | CD              | 0               | 0               | -                  | -                  | -                  | -           | -           | -           | 17     | 10     |
| gen.-giu. 2023      | Benfica             | PL                  | 1          | 0          | CP+CdL          | 0               | 0               | UCL                | 1                  | 0                  | -           | -           | -           | 2      | 0      |
| ago. 2023           | Benfica             | PL                  | 0          | 0          | CP+CdL          | -               | -               | UCL                | -                  | -                  | SP          | 1           | 0           | 1      | 0      |
| 2023-2024           | Nordsjælland        | SL                  | 26         | 9          | CD              | 6               | 1               | UECL               | 6                  | 0                  | -           | -           | -           | 38     | 10     |
| Totale Nordsjælland | Totale Nordsjælland | Totale Nordsjælland | 81         | 26         |                 | 7               | 1               |                    | 7                  | 0                  |             | -           | -           | 95     | 27     |
| 2024-2025           | Benfica             | PL                  | 20         | 1          | CP+CdL          | 7+3             | 2+1             | UCL                | 7                  | 0                  | CmC         | 2           | 1           | 39     | 5      |
| Totale Benfica      | Totale Benfica      | Totale Benfica      | 21         | 1          |                 | 10              | 3               |                    | 8                  | 0                  |             | 3           | 1           | 42     | 5      |
| Totale carriera     | Totale carriera     | Totale carriera     | 102        | 27         |                 | 17              | 4               |                    | 14                 | 0                  |             | 3           | 1           | 136    | 32     |

### Cronologia presenze e reti in nazionale
| Cronologia completa delle presenze e delle reti in nazionale ― Norvegia | Cronologia completa delle presenze e delle reti in nazionale ― Norvegia | Cronologia completa delle presenze e delle reti in nazionale ― Norvegia | Cronologia completa delle presenze e delle reti in nazionale ― Norvegia | Cronologia completa delle presenze e delle reti in nazionale ― Norvegia | Cronologia completa delle presenze e delle reti in nazionale ― Norvegia | Cronologia completa delle presenze e delle reti in nazionale ― Norvegia | Cronologia completa delle presenze e delle reti in nazionale ― Norvegia |
| Data                                                                    | Città                                                                   | In casa                                                                 | Risultato                                                               | Ospiti                                                                  | Competizione                                                            | Reti                                                                    | Note                                                                    |
| ----------------------------------------------------------------------- | ----------------------------------------------------------------------- | ----------------------------------------------------------------------- | ----------------------------------------------------------------------- | ----------------------------------------------------------------------- | ----------------------------------------------------------------------- | ----------------------------------------------------------------------- | ----------------------------------------------------------------------- |
| 5-6-2024                                                                | Oslo                                                                    | Norvegia                                                                | 3 – 0                                                                   | Kosovo                                                                  | Amichevole                                                              | -                                                                       | 90’                                                                     |
| 22-3-2025                                                               | Chișinău                                                                | Moldavia                                                                | 0 – 5                                                                   | Norvegia                                                                | Qual. Mondiali 2026                                                     | -                                                                       | 63’                                                                     |
| 25-3-2025                                                               | Debrecen                                                                | Israele                                                                 | 2 – 4                                                                   | Norvegia                                                                | Qual. Mondiali 2026                                                     | -                                                                       | 61’                                                                     |
| Totale                                                                  |                                                                         | Presenze                                                                | 3                                                                       |                                                                         | Reti                                                                    | 0                                                                       |                                                                         |

## Palmarès

### Club

#### Competizioni nazionali
- Campionato portoghese: 1

Benfica: 2022-2023
- Supercoppa di Portogallo: 2

Benfica: 2023, 2025
- Coppa di Lega portoghese: 1

Benfica: 2024-2025